# Папирус Присса
Папирус Присса — папирус, датируемый периодом XII династии Среднего царства древнего Египта (около 1991—1783 годы до н. э.). Назван в честь египтолога, который его обнаружил.

## Обнаружение
Рукопись обнаружена французским востоковедом Эмилем Приссом в Фивах в 1856 году, и с тех пор хранится в Национальной библиотеке Франции в Париже.

## Описание
Папирус содержит 214 строк иератическим письмом на 18 страницах. Папирус относится к XI—XII династиям, когда иератическое письмо переходило из вертикального к горизонтальному написанию.
Текст папируса представляет интерес для оценки моральных и этических норм древнеегипетского общества, о следовании принципам Маат в повседневной жизни. Правильное понимание затруднено в силу возможной неточности копирования первоначальных текстов.
Текст представляет собой сборник моральных и нравственных рекомендаций, наставлений по правилам хорошего тона и поведения в высшем обществе, знание которых было необходимо для успешного продвижения по ступеням иерархической лестницы египетской бюрократии.

### Поучения Кагемни
Первые две страницы содержат неполную версию поучений неизвестного визиря своим детям. Благодаря имени одного из них — Кагемни, текст получил название «Поучения Кагемни». Кагемни служил визирем при фараоне Снофру из IV династии (ок. 2575 год до н. э.); по другим версиям — фараона Тети или, согласно некоторым данным отца Кагемни, — фараона Хуни.
Состоит из 4 поучений, короткого заключения и оборванного колофона.

### Поучения Птаххотепа
Полностью сохранившийся текст «Поучения Птаххотепа», написанный чати, который служил фараону Джедкара Исеси из V династии.